# Soldadura oxiacetilènica

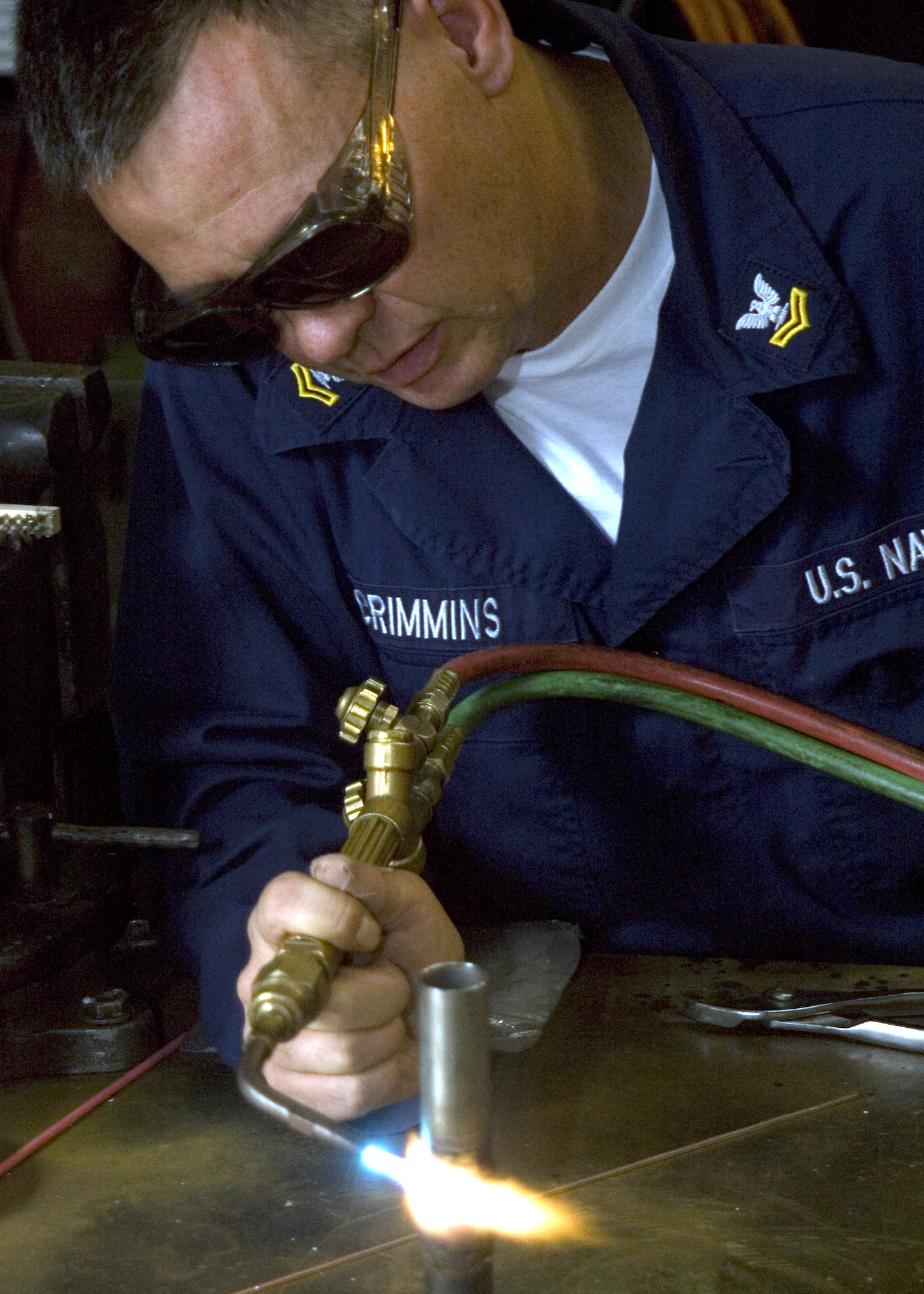
Soldadura oxiacetilènica

La soldadura oxiacetilènica és una de les formes més populars de soldadura a gas, el focus de calor s'obté mitjançant la combustió de dos gasos: l'acetilè i l'oxigen. L'acetilè es barreja amb oxigen per aconseguir una combustió perfecta mitjançant un bufador, a l'extrem del qual hi ha un broquet on es produeix una flama regulable que provoca l'escalfament i la fusió dels materials per soldar. L'oxigen es consumeix envasat en ampolles. L'acetilè, segons el lloc de treball, també se subministra en ampolles o s'obté d'uns aparells anomenats generadors.
Per aconseguir una fusió ràpida (i evitar que la calor es propagui) s'utilitza un bufador que combina oxigen (com a comburent) i acetilè (com a combustible). La barreja es produeix amb un pic amb un forat central del qual surt acetilè, envoltat de 4 o més forats per on surt l'oxigen (i per efecte Venturi genera succió a l'acetilè). Ambdós gasos es combinen en una caverna abans de sortir al bec, per on es produeix una flama color blau cel, molt prima.
Actualment la soldadura oxiacetilènica ha estat desplaçada gairebé del tot per la soldadura per arc, ja que un dels problemes que planteja la soldadura oxiacetilènica són les impureses que introdueix en el bany de fusió, a part del fet de tenir una més de baixa productivitat i més difícil automatització.

## Tipus de soldadura
La soldadura oxiacetilènica es pot realitzar aportant un fundent de la mateixa naturalesa que la del material base: soldadura homogènia. El metall d'aportació llavors depèn del tipus de material que s'hagi de soldar; pot ser una barnilla d'acer, llautó, coure, alumini, etc.
Es pot fer amb aportació de material de diferent naturalesa: soldadura heterogènia, llavors el fundent més corrent és el groc.
També es pot emprar per soldar sense aportació de material, fonent les dues peces de la juntura, en aquest cas s'anomena soldadura autògena.

## Soldadura autògena
La soldadura autògena  és un procediment de soldadura homogènia, realitzat amb una flama oxiacetilènica, sense aportació de fundent extern, fonent les vores de les peces a unir, que arriben fins a la temperatura de fusió mitjançant la calor produïda en la combustió de la barreja dels dos gasos (gas combustible i gas carburant) obtenint una temperatura propera a 3055 °C).
Es tracta d'un procés de soldadura per fusió, sense aportació de material metàl·lic. És possible soldar gairebé qualsevol metall d'ús industrial: : coure, alumini, magnesi i els seus aliatges (llautó, bronze, etc..), així com ferro, ferro colat, acers al carboni, aliats i inoxidables.
Es poden soldar diferents materials Si es volen unir dues xapes metàl·liques, es col·loquen una al costat de l'altra. Es procedeix a escalfar ràpidament fins al punt de fusió només la unió i per fusió d'ambdós materials es produeix una costura.

## Equipament per soldadura oxiacetilènica

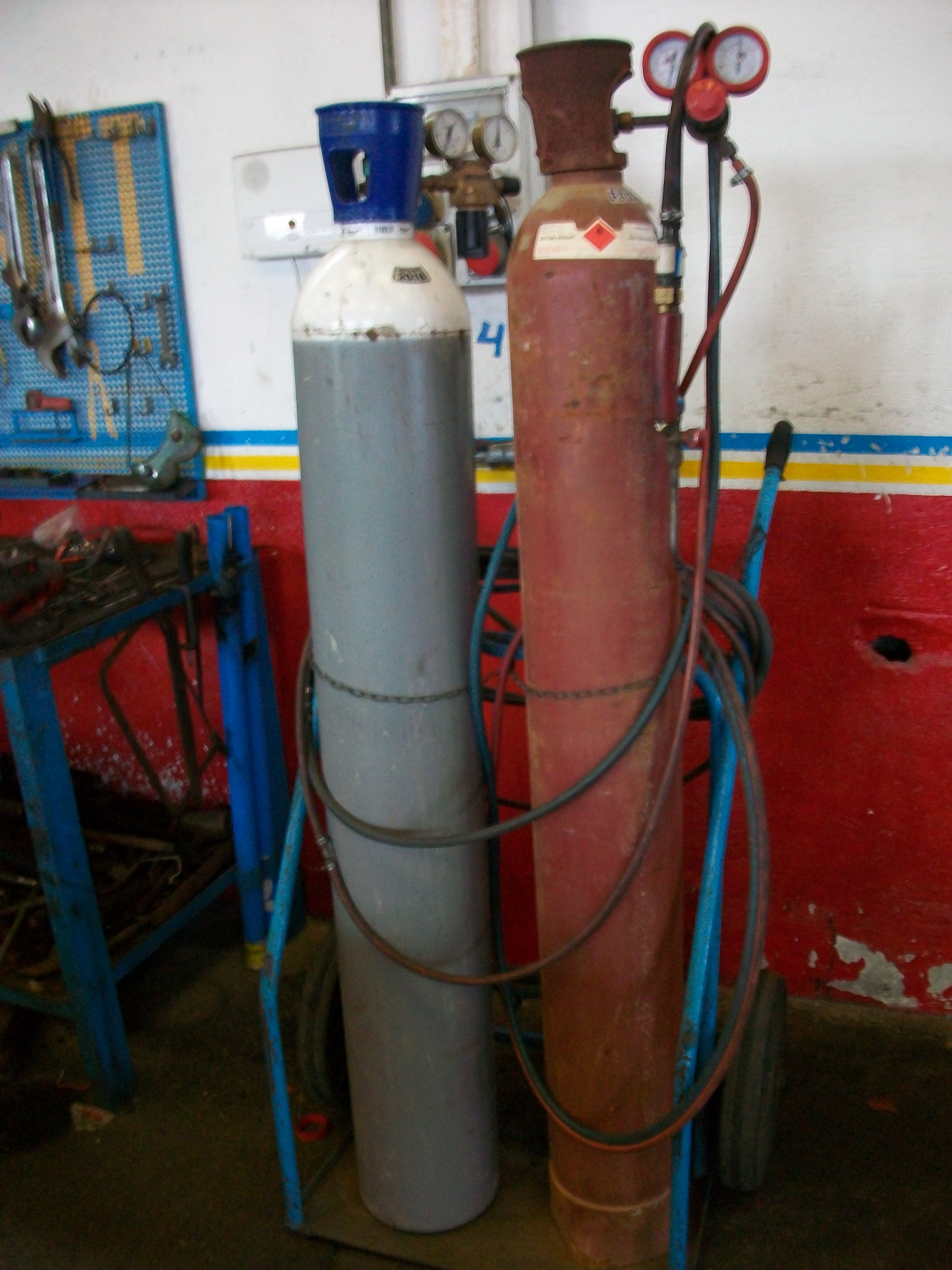
Equip de soldadura per combustió.

Un avantatge és que l'equip de soldadura oxiacetilènica és barat i fàcil de transportar.
La seva funció principal és subministrar la barreja de gasos a una velocitat, pressió i proporció adequades. L'equip està compost per:
* Ampolla de acetilè.
* Ampolla d'oxigen.
* Vàlvules de seguretat o antiretorn.
* Mànegues.
* Manoreductors.
* Bufador
* Accessoris (encenedors, escariadors).
A continuació es detallen cada un dels components anteriorment esmentats:

### Acetilè

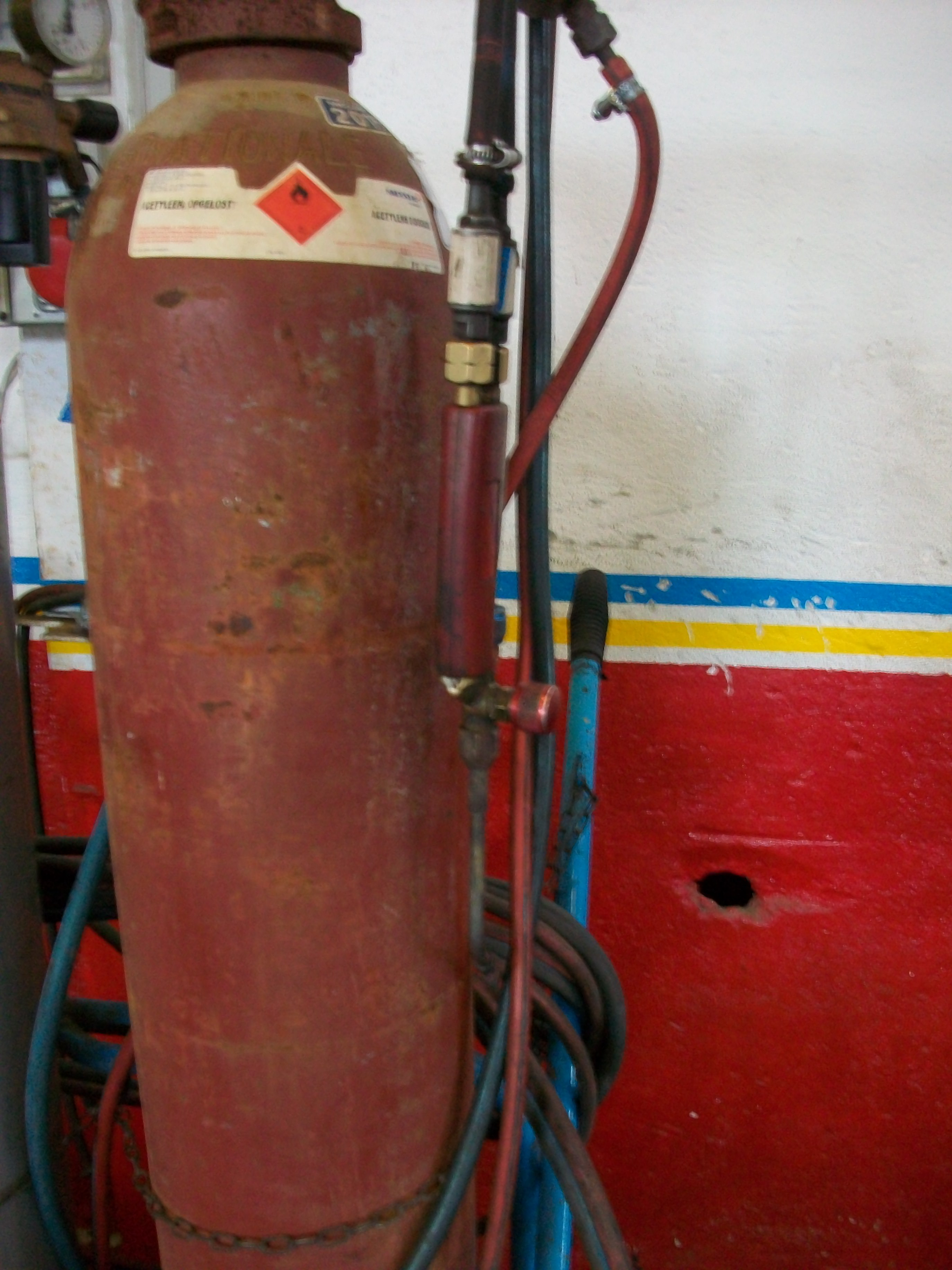
Ampolla d'acetilè.

És el gas consumible. És un gas incolor, més lleuger que l'aire i altament inflamable.
Les ampolles d'acetilè es carreguen a 15 bars a una temperatura de 15 °C. Aquestes ampolles són de parets gruixudes.
Les matèries primeres que s'utilitzen per a la seva fabricació són el carbur de calci i l'aigua. S'obté per reacció del carbur amb l'aigua. El gas que s'obté és l'acetilè, que té una olor particular que prové sobretot de la presència d'hidrogen fosforat.
L'acetilè explota si es comprimeix, per emmagatzemar-es dissol en acetona i es guarda en ampolles farcides d'una substància esponjosa.
Per a la seva identificació es pinta de color vermell les ampolles i a la part superior es pinta de color marró.
La pressió de servei no ha de superar 1 bar i la velocitat de sortida no haurà de ser major de 7 m/s.
ATENCIÓ: L'acetilè és explosiu en contacte amb plata, mercuri o aliatges amb més d'un 70% de coure, de manera que les canonades no haurien de ser de cap d'aquests materials.

### Oxigen

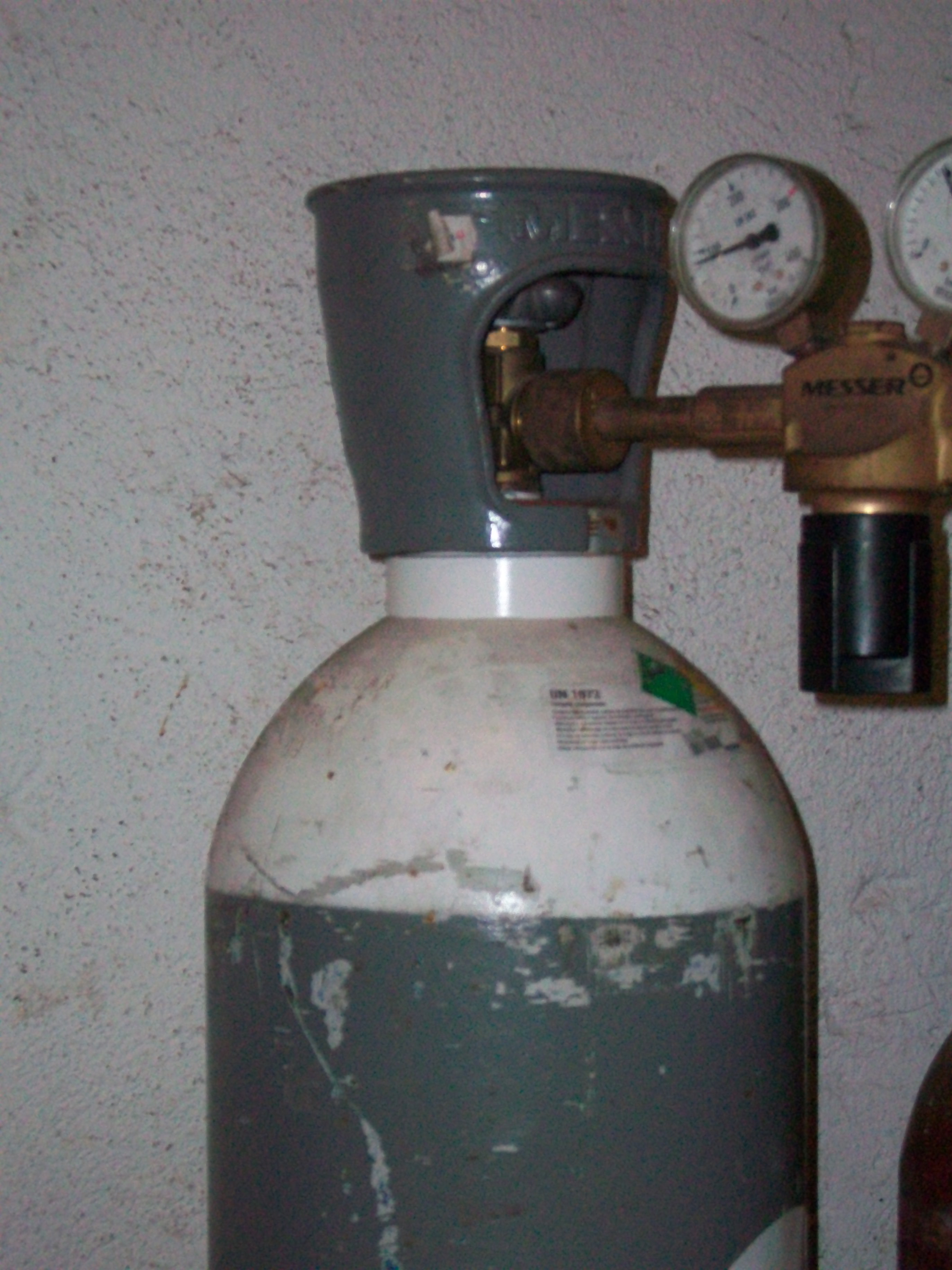
Ampolla d'oxigen.

És un gas inodor, incolor i insípid i és el gas carburant per a soldadura oxiacetilènica. S'extreu industrialment de l'aire o de l'aigua. No és un gas inflamable però inicia i manté la combustió de materials combustibles per la qual cosa no ha d'emmagatzemar prop dels gasos combustibles.
Se sol subministrar en ampolles a 200 kg encara que actualment se subministren en ampolles de menors dimensions.
L'ogiva es pinta de color blanc amb les lletres OX en negre i el cos és de color negre.

### Manoreductors

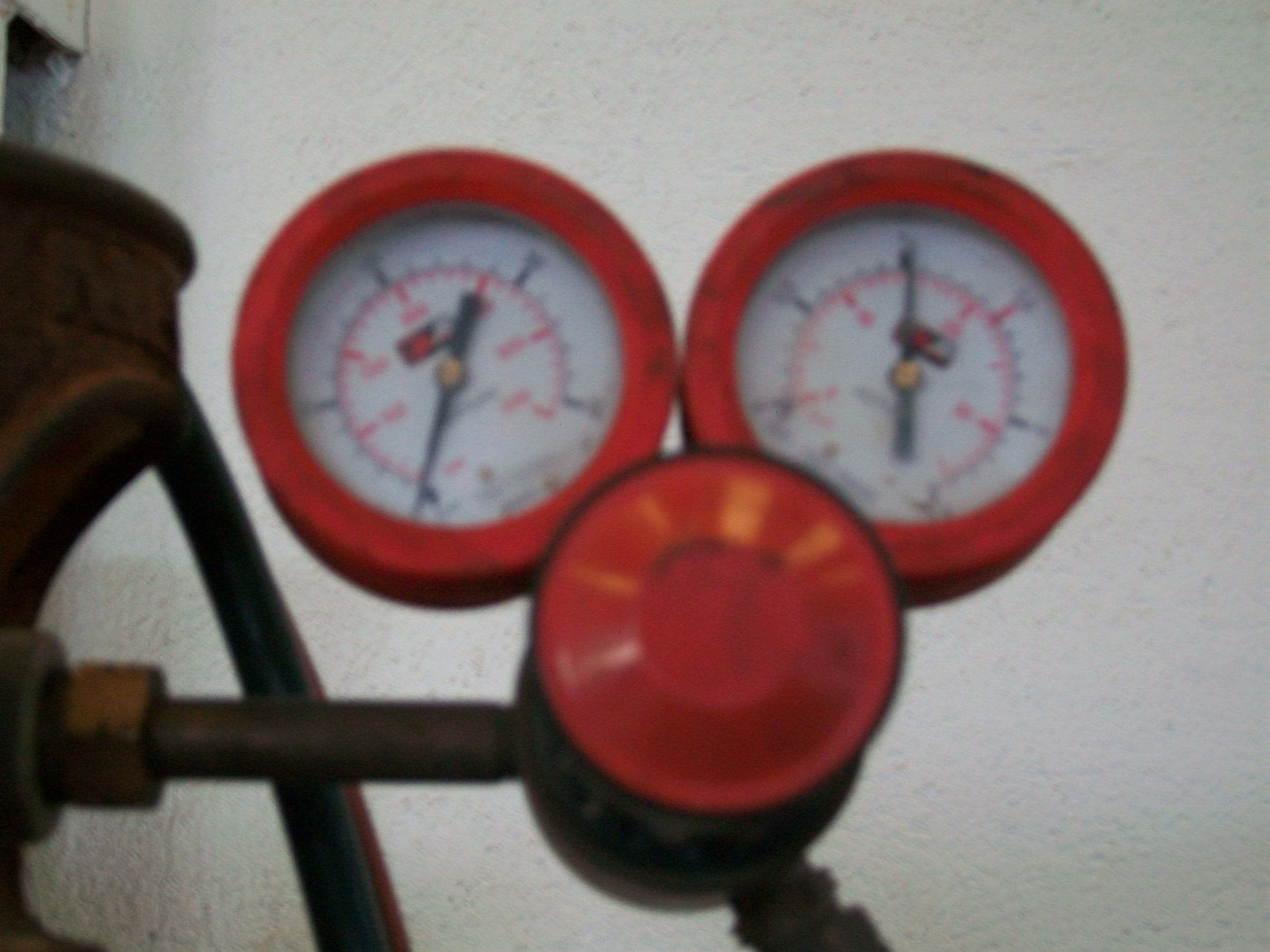
Manoreductor d'acetilè (color vermell).

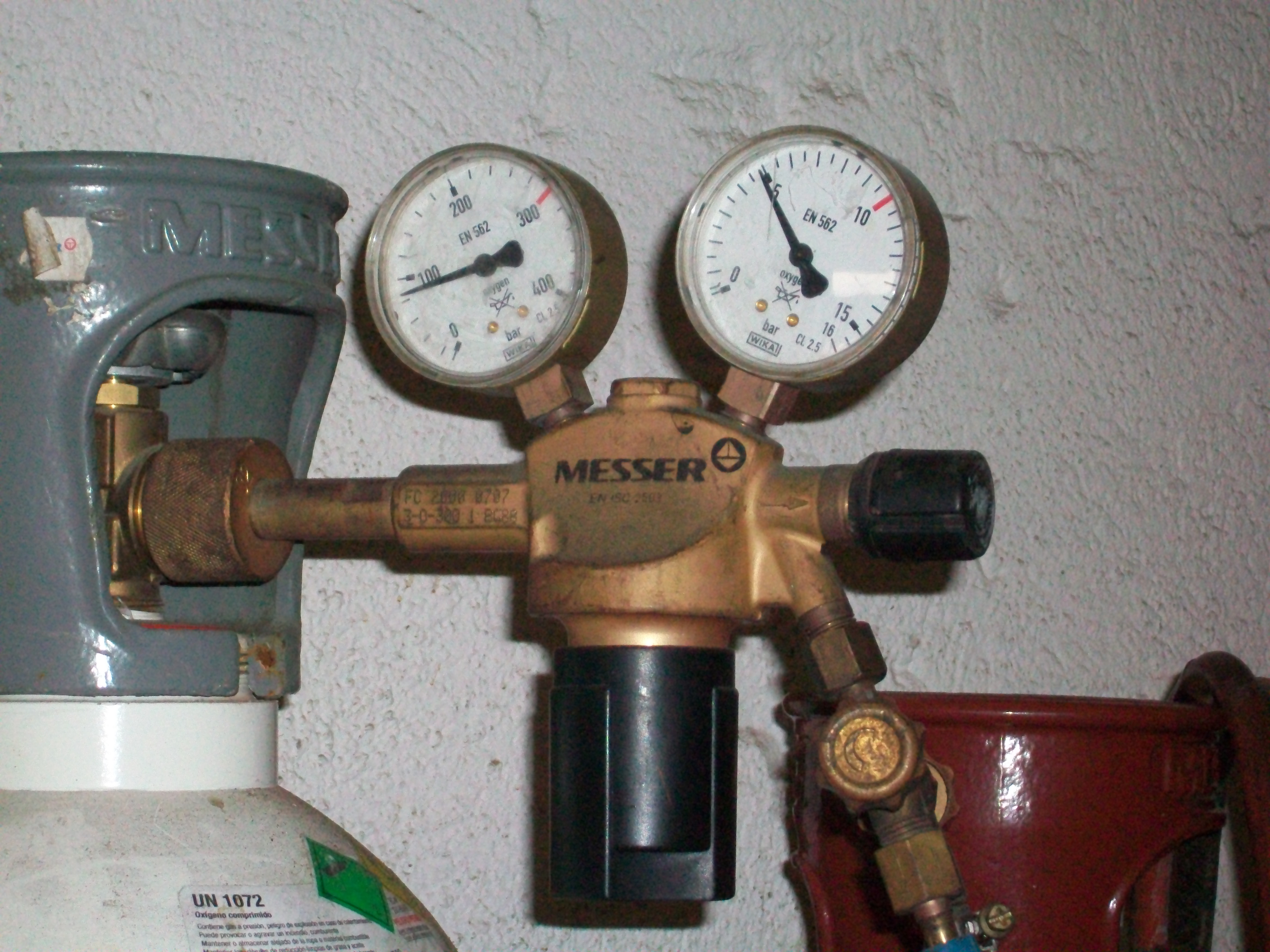
Manoreductor d'oxigen.

Són els dispositius que s'instal·len a les aixetes de les ampolles d'oxigen i acetilè. El seu objectiu és subministrar gas a pressió constant sense dependre de la progressiva variació que existeix a l'interior de l'ampolla.
La regulació de la pressió s'efectua per l'obertura i tancament d'una agulla obturadora. El mecanisme d'obertura i tancament està compost per una membrana flexible i dos molls. A través d'un cargol d'expansió l'operari pot regular la pressió de treball

### Bufador

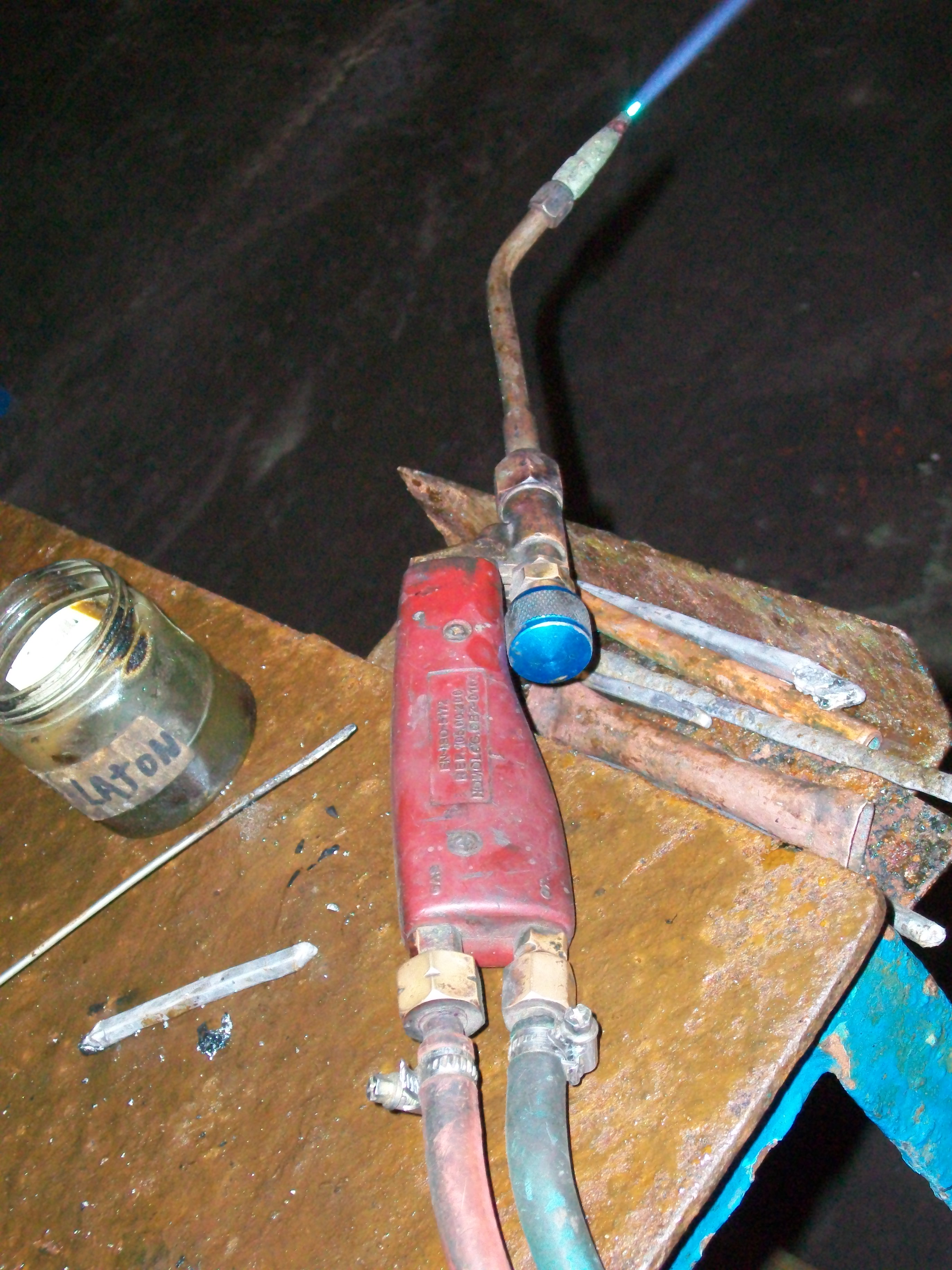
Bufador.

Són dispositius destinats a barrejar els gasos per barrejar la seva perfecta combustió. El bufador té a la part central el dispositiu mesclador de gasos, dins el qual i mitjançant d'unes claus es regula la quantitat d'un i altre gas que es necessiten per aconseguir la flama desitjada. Aquesta barreja flueix fins al broquet de sortida a través d'un tub colzat denominat llança.
Tots els bufadors tenen en la seva part posterior les preses on van connectades les mànegues, per evitar errors, l'entrada d'oxigen porta les lletres OX i és de rosca a dreta i la d'acetilè porta les lletres AC i és de rosca a esquerra.
Estan equipats amb un joc de broquets calibrades que s'identifiquen per la numeració que té marcada. A major numeració major diàmetre de sortida i, per tant, major cabal de gasos.

### Vàlvules de seguretat
Són els mecanismes situats entre el bufador i les ampolles, la seva missió és evitar que les flames puguin introduir-se en les mànegues.
Estan compostes per un tub, pel qual es desplaça al seu interior un èmbol que en posició de repòs es troba obstruint el pas de gas, a causa de la pressió d'un moll que es troba en el costat oposat al seu desplaçament.
Són dos els mecanismes de seguretat que han d'estar en perfecte estat de funcionament i que hauran de canviar amb cert període

## La flama oxiacetilènica

### Zones de la flama

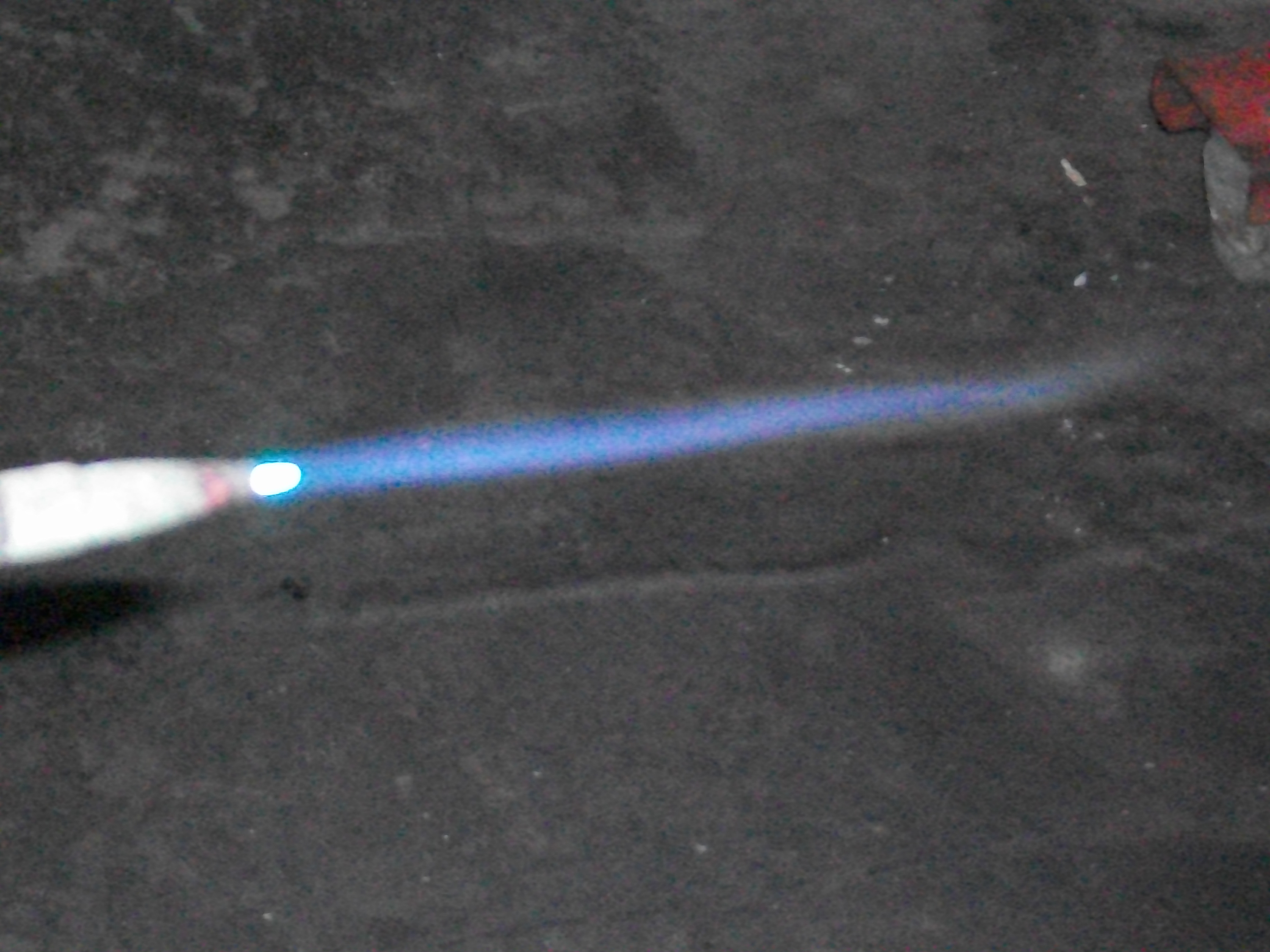
Forma de la flama.

És important a l'hora de realitzar el procés controlar les característiques de la flama, poden distingir 3 zones ben diferenciades en la flama que dependran de la composició d'oxigen-acetilè:

#### Dard
És la primera zona situada immediatament a la sortida del broquet, caracteritzada per ser una zona cònica, brillant, en el seu extrem final s'arriba a la major temperatura.

#### Zona reductora
Zona que es troba al voltant del dard, de color blau, i atmosfera reductora. Descompon els òxids metàl·lics, purificant la soldadura. La temperatura va baixant a mesura que s'allunya del dard.

#### Plomall
Zona exterior rosada (més àmplia que les anteriors) on es produeix la combustió secundària. Aquesta zona és oxidant i rica en nitrogen, evita que l'oxigen atmosfèric entri en contacte amb els metalls calents evitant la seva oxidació.

### Caràcter de la flama[3]
Depenent la barreja d'oxigen-acetilè podem distingir 3 tipus de flames:

#### Oxidant
Excés d'oxigen. El dard presenta un color blau i curt. El plomall és gairebé inexistent, ja que els gasos es cremen per complet.
Empleat per a soldadura de coure i els seus aliatges, així com descarburante en la soldadura d'acers.

#### Neutra
La relació acetilè-oxigen és 1:1. El dard està ben definit i presenta un aspecte entre blanc i verd. El plomall és ombrejat. És la més utilitzada.

#### Carburant
Excés d'acetilè. Posseeix una combustió irregular, plomall allargat i blanc. Aquest tipus de flama, redueix els òxids de l'acer i carbura el metall d'aportació en el procés. Indicat per bronzes, llautons i soldar acers sense material d'aportació.

## Fundents
Són substàncies amb importants funcions en aquest tipus de soldadura, els fundents s'apliquen a les peces a unir per desfer els òxids superficials i formar una pel·lícula protectora per evitar l'oxidació durant el procés. L'escalfament de la superfície d'un metall accelera la formació d'òxids, que són el resultat d'una reacció química entre el metall calent i l'oxigen de l'aire.
Els treballs que exerceix un fundent són:
Fondre i arribar a estar actiu per sota del punt de fusió del material d'aportació.
Ser capaç de dissoldre i eliminar els òxids de la superfície del metall, a més de protegir les superfícies dels metalls base de noves oxidacions. En suprimir-se els productes d'oxidació permet que el material d'aportació mulli amb major eficàcia el material base.
Ha de romandre actiu a la temperatura de soldadura i durant el temps suficient com per permetre que l'operació de soldadura puga dur a terme adequadament
La majoria es presenten en dissolució aquosa i estat pastós.
Poden agrupar-se en 3 tipus:
1.Per materials ferris: barreges amb bases de bòrax, hidrogencarbonat de sodi, sílice i sosa.
2.Per coure i els seus aliatges: barreges amb bases de bòrax, àcid bòric, clorurs i fosfat de sodi.
3.Per alumini i els seus aliatges: barreges amb bases de sulfat de sodi, clorurs de sodi, de potassi, de magnesi, fluorurs de potassi i sodi.

## Procés de soldadura

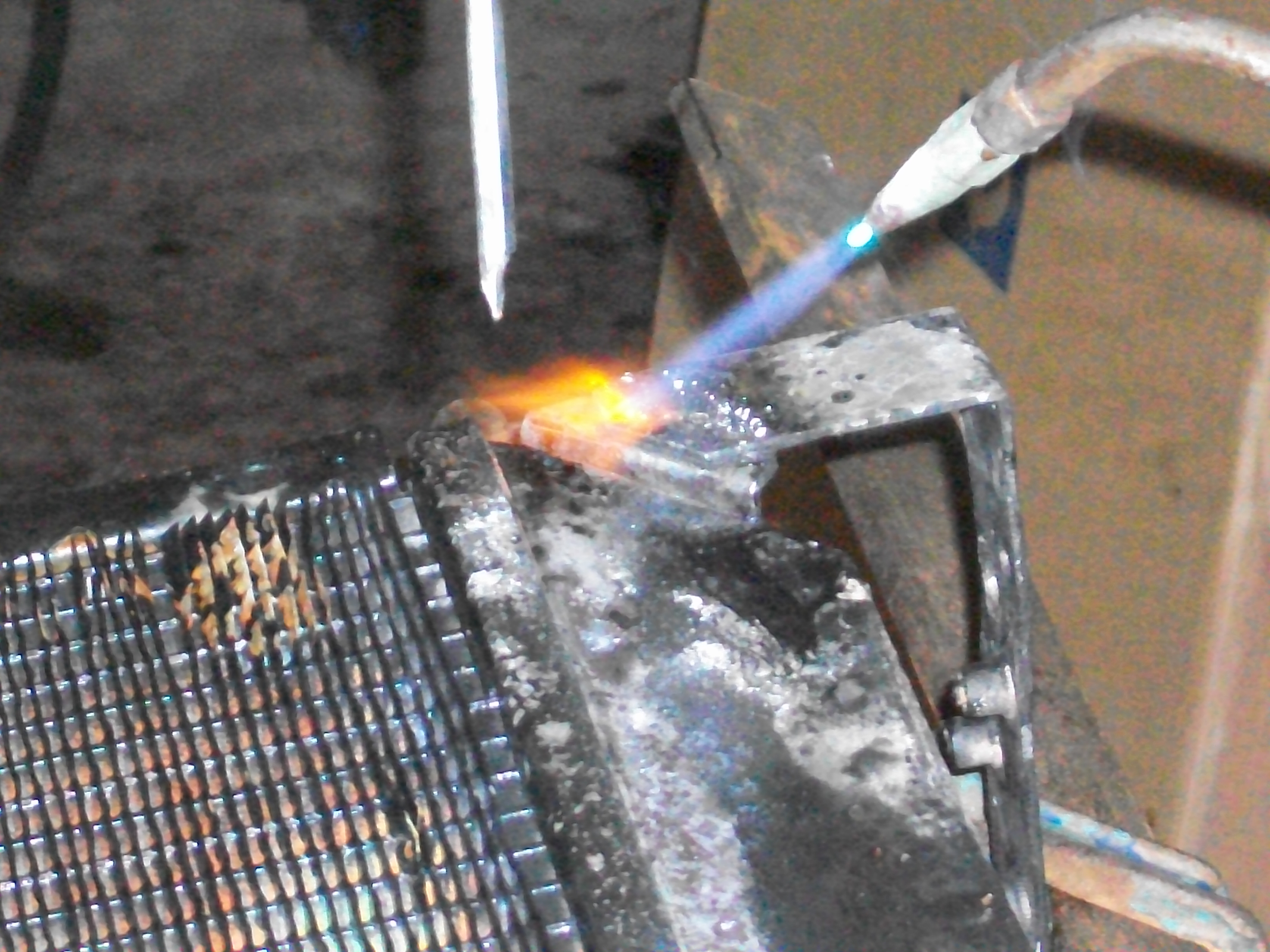
Escalfament de la peça mitjançant la flama.

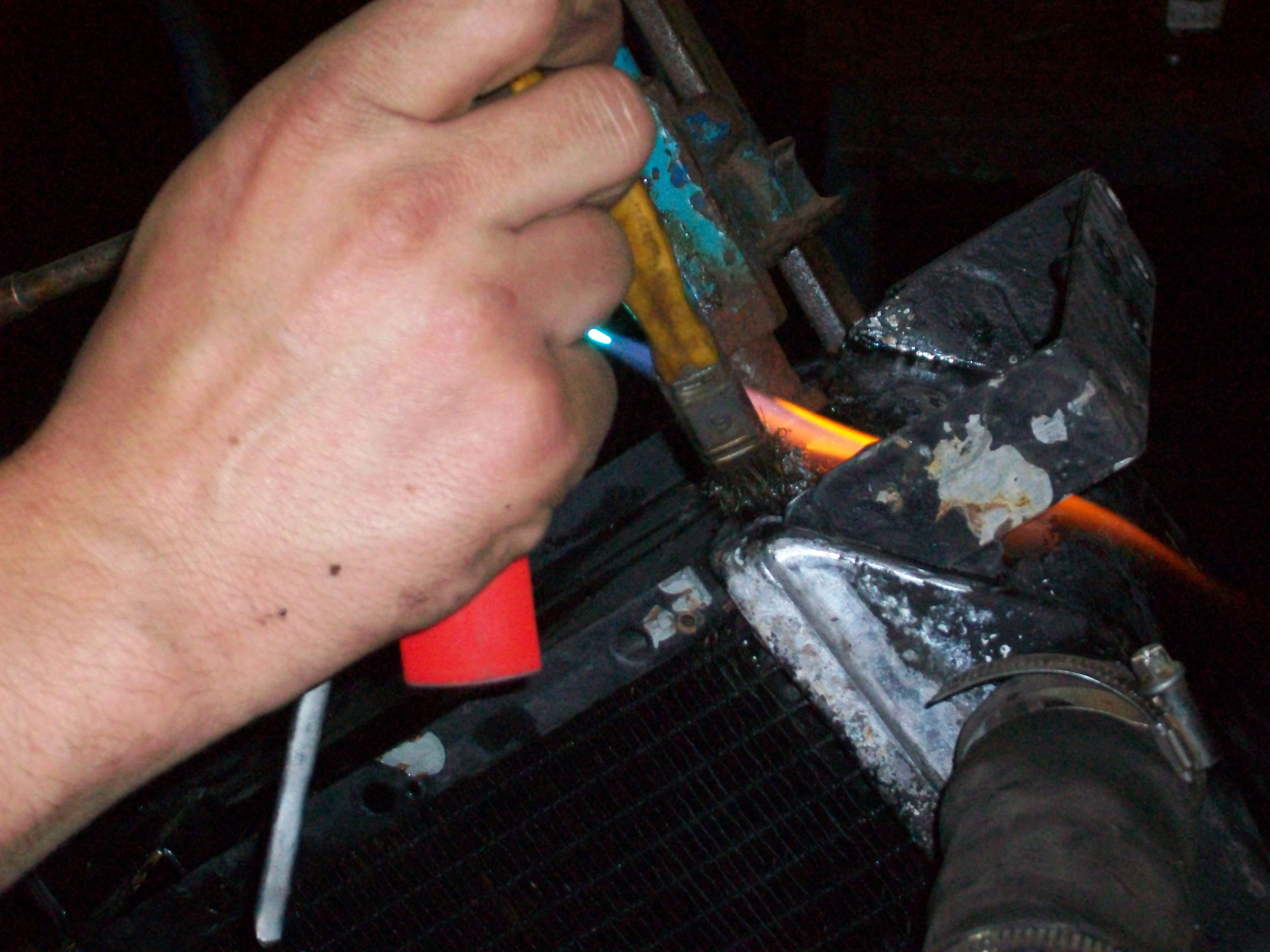
Neteja de les peces a soldar.

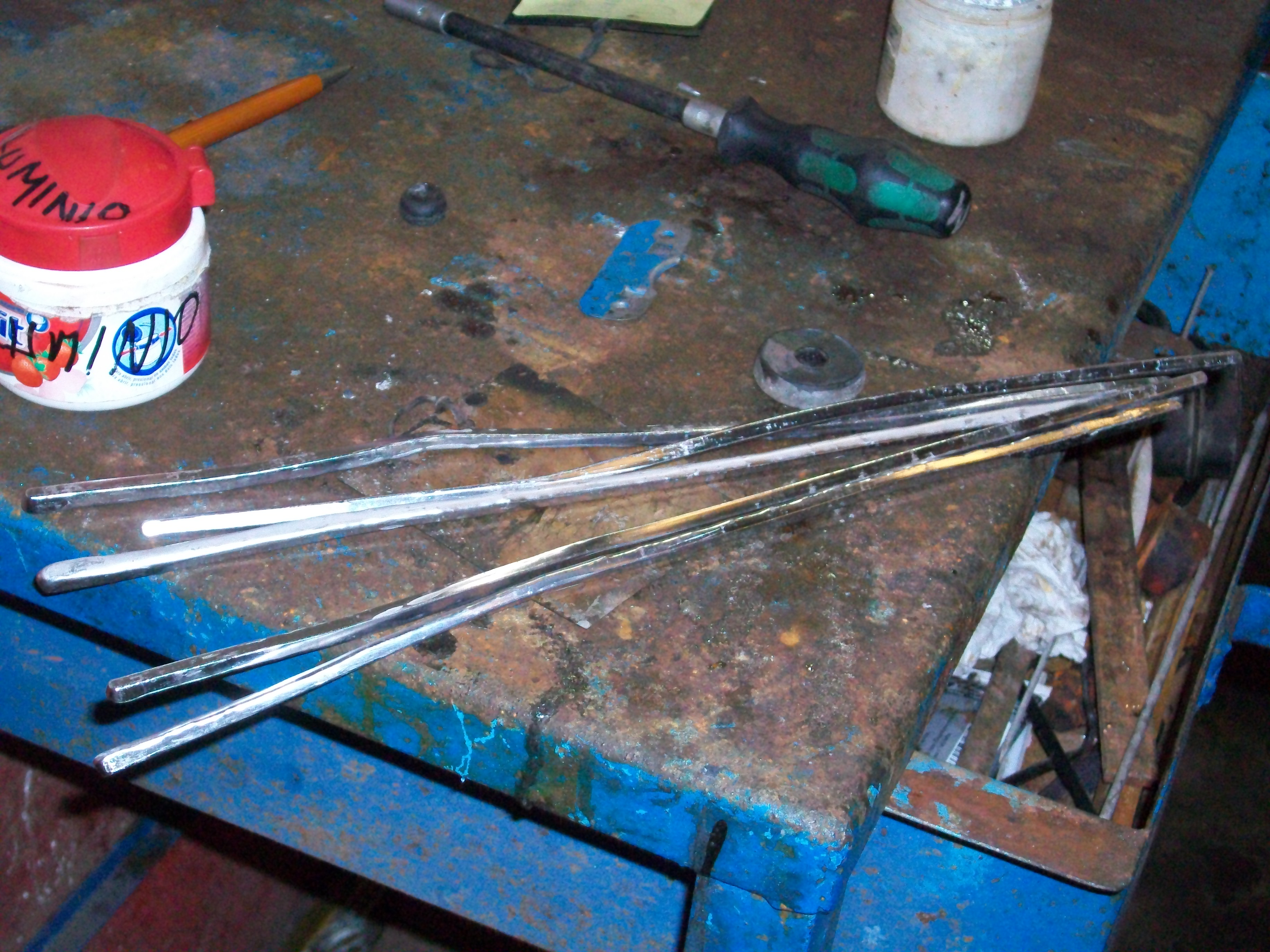
Material aportació i fundent.

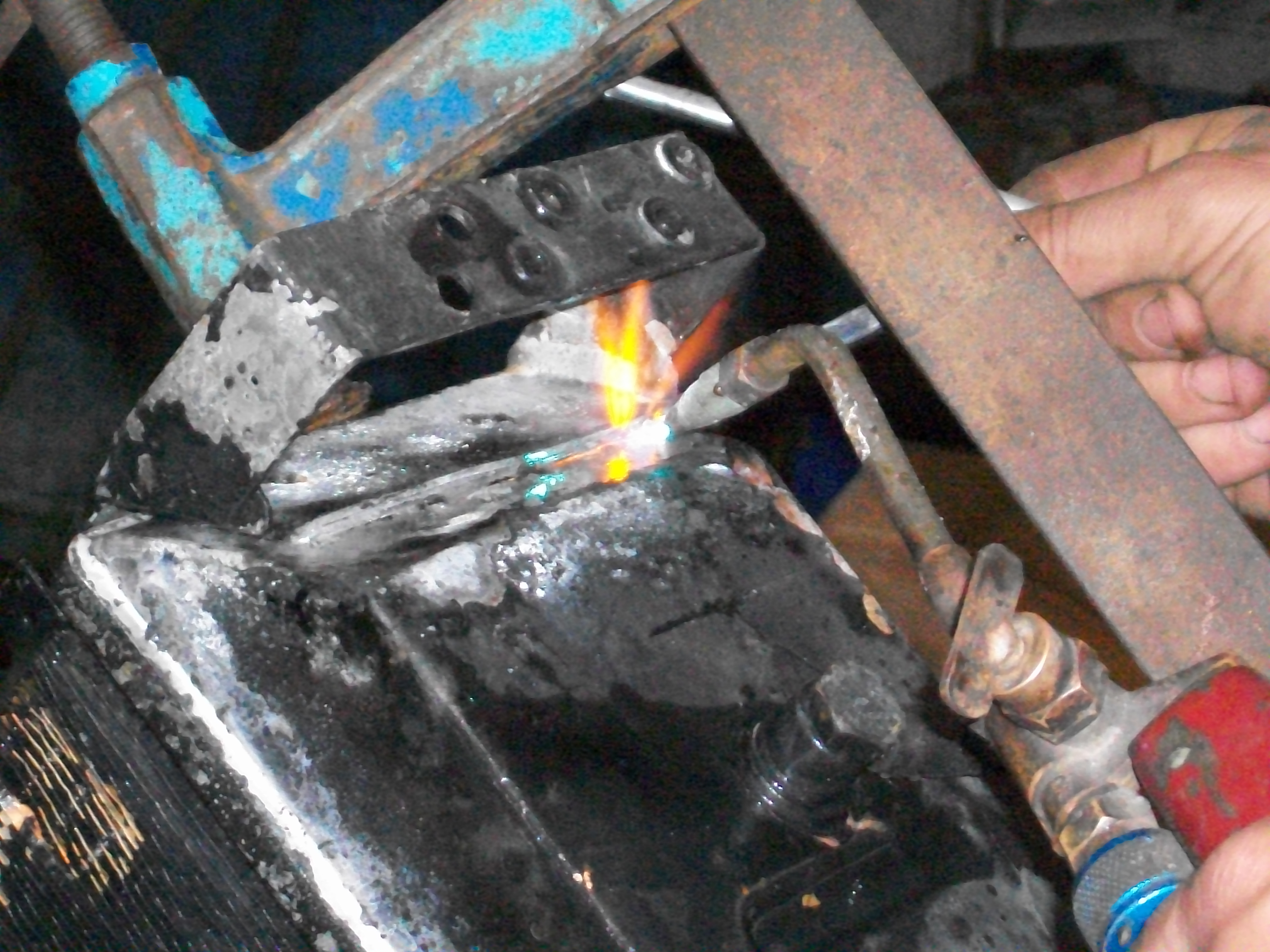
Procés de soldadura.

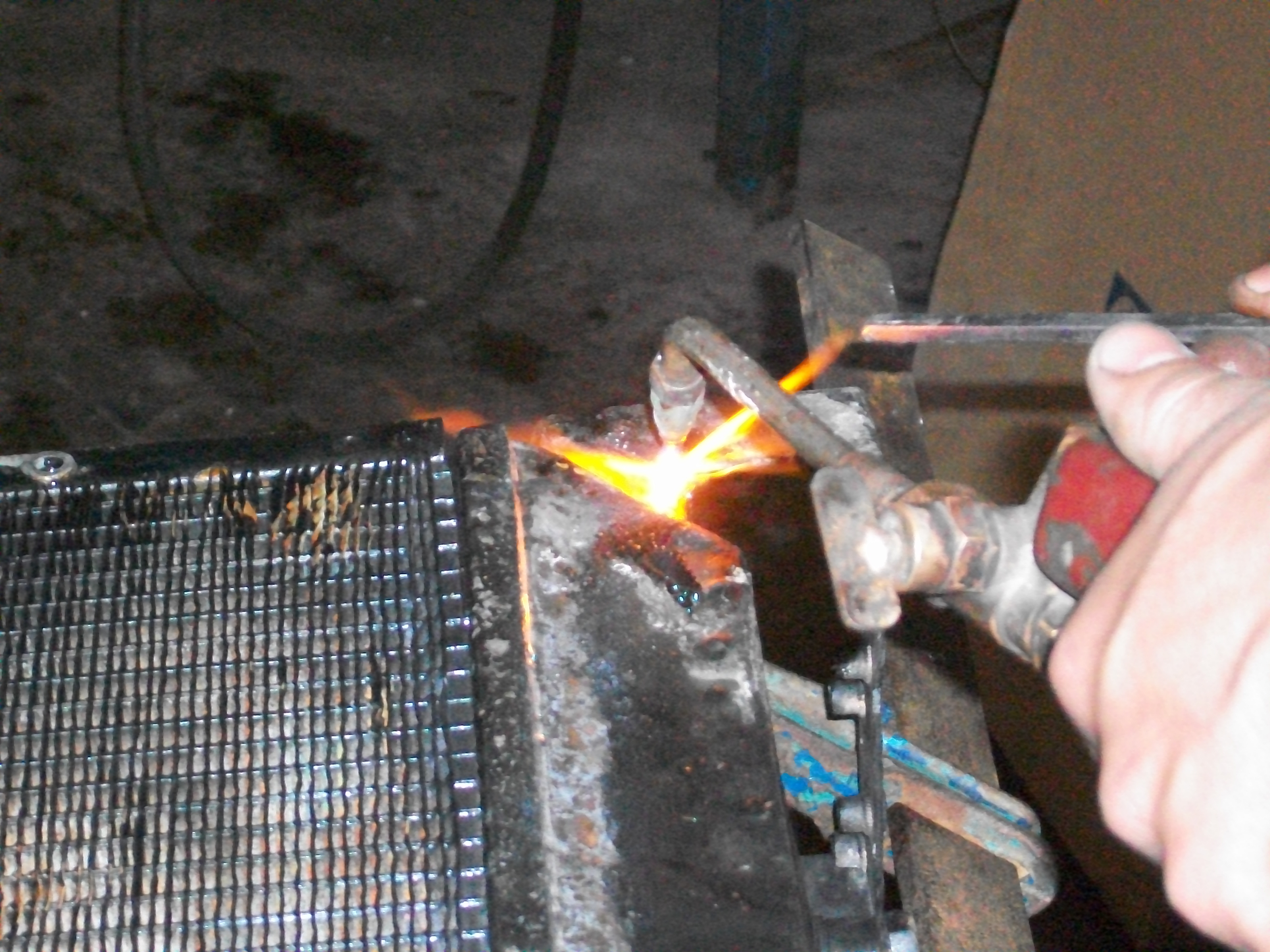
Soldadura amb material d'aportació.

El treball amb aquests equips exigeix una sèrie de cures i precaucions que es relacionen a continuació:
1. Obrir i tancar amb suavitat les dues claus de pas per eliminar la duresa d'obertura.
2. Col·locar el filtre que correspongui al gruix de les peces a soldar.
3. Obrir les aixetes de les ampolles.
4. Regular els manoreductors, mitjançant els cargols d'expansió, per obtenir una pressió de 0.3 a 0.5 per l'acetilè i 1.5 a 2 bar per l'oxigen.
5. Obrir una mica l'aixeta de l'oxigen i regular amb poc cabal.
6. Obrir l'aixeta d'acetilè i inflamar els gasos emprant una flama pilot.
7. Regular el cabal d'acetilè i oxigen per aconseguir la flama desitjada.
8. Després d'encendre i regulada la flama oxiacetilènica cal apropar el broquet a la zona de soldadura, mantenint de 3 a 5 mm de distància entre el dard i la peça a soldar.
La soldadura forta dels acers inoxidables, requereix una flama lleugerament reductora o gairebé neutra per tal de reduir l'oxidació en les superfícies dels materials base durant l'escalfament. Per evitar el sobreescalfament o inclusivament la fusió del metall base, s'utilitzarà la zona exterior de la flama i no les zones properes al coneixement intern o dard, mantenint el bufador en continu moviment per evitar punts calents.
Les peces que formen la unió han de ser escalfades uniformement perquè assoleixin la temperatura de soldadura a la vegada, la torxa ha d'estar en continu moviment per evitar sobreescalfament.
En tractar de soldar dues peces amb diferents seccions o diferents conductivitat, sempre rebrà major aportació energètica, la de major gruix o la de major conductivitat, simplement pel fet que aquesta última dissiparà la calor més ràpidament. En qualsevol cas, la millor manera de comprovar l'homogeneïtat de l'escalfament, consisteix a observar que els canvis que pateix el fundent es realitzen de manera uniforme independents de les seccions o conductivitat de les superfícies a soldar.
El fundent també actua com un indicador de temperatura. Quan el fundent a la temperatura adequada per realitzar el Brazing, es mostra clar, transparent i flueix sobre la unió com aigua líquida. És en aquest moment, quan s'hauria d'aplicar el material d'aportació tocant amb la vareta a la boca de la unió i continuant amb el subministrament de calor de manera indirecta.
En algunes situacions passa que el fundent aquesta líquid però el material base no està preparada per fondre l'aliatge, les temperatures de fundent i material d'aportació no estan d'acord, necessitant el conjunt major calor, en aquests casos hi ha risc que el fundent se saturi abans i deixi d'actuar.
A causa que el material fos tendeix a fluir cap a les zones més calentes, la superfície exterior estarà una mica més calenta que la interior, de manera que el material ha de ser aplicat exactament en la unió.
En cas contrari no fluirà per la unió, tendint a formar un recobriment en la peça. És una bona pràctica escalfar el costat oposat del subministrament de material d'aportació.
D'altra banda, si es tracta d'aconseguir la temperatura de Brazing fonent el metall d'aportació directament sota la flama, l'acció capil·lar no va a esdevenir, en el seu lloc el material d'aportació s'acumularà de nou en la superfície. L'escalfament continuat en un intent de fer-ho fluir, va originar l'alteració de la composició del material d'aportació amb el risc d'alliberar fums que poden arribar a ser tòxics.
La calor aplicada a la peça és el que farà fondre al material d'aportació i no el del bufador directament sobre ell.
Una vegada que la soldadura s'ha completat, la calor ha de ser retirat per evitar danys metal·lúrgics al material i porositat en el material d'aportació.

## Mètodes de soldadura[2]

### Soldadura a l'esquerra o cap endavant
És el mètode més utilitzat per xapes de fins a 6 mm de gruix. Els inconvenients que presenta aquest mètode que és lent el volum de gasos que consumeixen és alt. La vareta va davant, formant un angle de 60º -70º respecte a la superfície de material i la inclinació de la vareta estarà entre 45° i 60º.

### Soldadura a dreta
S'utilitza en xapes d'entre 6 i 15 mm. Es realitza d'esquerra a dreta, la vareta avança per darrere de la flama, facilitant el farcit de la junta, c obtenint-se un recuit del cordó que millora la resistència mecànica.

### Soldadura en angle interior
La soldadura es fa directament sobre l'angle format per les vores de les peces a unir, el bufador es mou de forma circular amb una inclinació d'uns 45°. El broquet ha de separar alguna cosa mes de la planxa vertical que de l'horitzontal.

### Soldadura en angle exterior
La soldadura es fa directament sobre l'angle format per les vores de les peces a unir. El bufador es desplaça de dreta a esquerra per a peces menors de 6 mm, al contrari per a peces de gruix més gran.

### Soldadura en cornisa
Es realitza sobre una xapa que està en una posició vertical i el cordó es realitza de forma paral·lela a terra. El broquet del bufador ha inclinar cap amunt uns 60º perquè el raig dels gasos sostingui el bany de fusió mentre se solidifica.

### Soldadura ascendent
es realitza en xapes en disposició vertical i el cordó s'executa de forma perpendicular a terra. La flama es desplaça de baix a dalt amb una inclinació d'uns 30° respecte a l'horitzontal, perquè el raig de gasos sostingui el bany de fusió.

## Altres tècniques utilitzables
Van a descriure breument les següents:

### Soldadura amb llautó (groc)
Es troba en aplicació en els treballs de reparació de carrosseries per a obturar trepants, unir elements i per unir metalls de diferent naturalesa. Com a material d'aportació s'utilitza un aliatge de coure i zinc. Es solda amb una flama amb excés d'oxigen.

### Soldadura amb estany
S'utilitza per soldar unions elèctriques i com a material de farciment per recarregar xapes i obtenir bon acabat.

### Oxitall
Es tracta d'un procediment de tall, consisteix a escalfar el material fins que adquireixi un vermell viu i es crema ràpidament en l'oxigen. En aquest moment el metall es crema, separant-se i propagant ràpidament la combustió a tot el gruix de la xapa.

## Incidències més habituals
* Desregulació de la flama.
* Espetec sec, amb projecció del metall de soldadura en fusió.
* Espetecs secs repetits parpelleig de la flama.
* Espetec sec amb extinció.
* Inflamació d'una fuita de gas
* Dardo irregular.

## Seguretat d'ús
* Evitar cops a la màquina.
* No utilitzar eines que no siguin apropiades per manipular-la.
* Mai muntar ni desmuntar el broquet en calent.
* No greixar els manoreductors.
* Mai utilitzar una mànega que hagi estat utilitzada per un altre gas.
* Realitzar les unions segons digui el fabricant.
* Vigilar el salt de les espurnes les projeccions de material fos.

## Seguretat personal
Per a l'execució d'aquesta soldadura és recomanable utilitzar la següent protecció:
* Guants.
* Ulleres de seguretat.
* Polaines.
* Davantal.
* Careta (protecció facial).